# Fred Constant
Pour les articles homonymes, voir Constant.
Fred Constant, né le 31 mai 1960, est un diplomate et politologue français. Il a été ambassadeur de France en Guinée équatoriale de 2016 à 2019.

## Jeunesse et études
Fred Constant est admis à Sciences Po Aix, où il poursuit des études d'affaires publiques. Agrégé et docteur d'État en science politique, il devient professeur des universités de 1ère classe.

## Carrière dans la fonction publique
De 1987 à 1989, Fred Constant est chargé de mission au cabinet du Préfet des Hauts-de-Seine. Il conserve ce poste auprès du Préfet de Guadeloupe entre 1989 et 1991 ; il est parallèlement maître de conférences en science politique. En 1995, et jusqu'à 1999, il est professeur des universités à Sciences Po Strasbourg, puis professeur invité à l'Université de New York et à Université de Berkeley entre 2000 et 2001.
Entre 2001 et 2004, il devient recteur de l'université internationale de la francophonie, puis chef du service de coopération et d'action culturelle de l'ambassade de France à Maurice entre 2005 et 2008. En 2008, il est nommé chef du service de coopération et d’action culturelle près l’Ambassade de France auprès des États membres de l’OECS.
De 2016 à 2019, il occupe les fonctions d'ambassadeur de France en Guinée équatoriale. 
Distinctions honorifiques :
- Chevalier de l’Ordre National du Mérite.